# Бой при Миньске-Мазовецком
Бой при Миньске-Мазовецком (польск. Bitwa pod Mińskiem Mazowieckim) — одно из сражений во время Польского восстания, произошедшее у городка Миньск-Мазовецкий (ныне Мазовецкое воеводство), 14 (26) апреля 1831 года. 
Во время 4-недельного пребывания русской армии у Седльца под влиянием бездействия и плохих гигиенических условий в её среде быстро развилась холера: в апреле было уже около 5 тысяч больных. 
Устроив продовольственную часть и приняв меры к охранению тыла, главнокомандующий русскими войсками на театре военных действий генерал-фельдмаршал граф И. И. Дибич 12 (24) апреля снова начал наступление. Он планировал сосредоточить гвардию к Нуру на Буге (справа), а затем основными силами провести фланговое движение влево, к Куфлеву, обойти польские войска, стоявшие вдоль речки Костржинь (Костжинь) и, повернув через Миньск-Мазовецкий в направлении реки Буг, нанести совместно с гвардией главный удар.
Польский главнокомандующий генерал Ян Скржинецкий, уведомлённый перебежчиком, польским врачом, знал о плане Дибича и решил отходить к Грохову. Во время отхода поляки дали арьергардный бой при Куфлеве (13 (25) апреля) и отошли сначала к Цеглуву, а затем к Миньску-Мазовецкому.
Скржинецкий приказал генералу А. Гелгуду с его 2-й пехотной дивизией и кавалерийской дивизии Каз. Скаржинского сдержать наступление русских, чтобы позволить главным силам отойти ближе к Дембе-Вельке. Гелгуд расположил свои главные силы (8 батальонов и 18 орудий) на холмах позади Миньска, а впереди, в местечке, поставил один батальон и два кавалерийских полка с 4 орудиями под командой Кицкого. 
14 (26) апреля подошедший 1-й корпус генерала от кавалерии графа П. П. Палена огнём своих орудий быстро подавил артиллерийскую батарею противника, расположенную в местечке, и заставил её сняться с позиции. Затем два эскадрона Лубенского гусарского полка устремились в атаку, но, попав в болото, были опрокинуты польской кавалерией Кицкого, которая контратаковала на русский фланг. Морские полки генерала К. Е. Мандерштерна отбили польскую кавалерию и ворвались в местечко, где в заречной части завязался упорный бой. 
Пален провёл через Миньск свой корпус и ещё раз атаковал противника на занятой им позиции. Польские войска после непродолжительного сопротивления отступили к Стоядле. 
Потери корпуса Палена в бою при Миньске составили 356 убитых и раненых, поляки отчитались о 365 убитых и раненых.
Несмотря на успех в бою при Миньске-Мазовецком, Дибич не смог выполнить свой план и остановился для подготовки к выполнению нового плана действий, указанного ему самим императором Николаем I.